# American Ultra
American Ultra ist eine 2015 erschienene, US-amerikanische Actionkomödie. Sie kam am 21. August 2015 in die amerikanischen Kinos und wurde am 15. Oktober 2015 in Deutschland veröffentlicht. Am 25. Februar 2016 fand in Deutschland die Veröffentlichung auf DVD und Blu-ray statt.

## Handlung
Der Kiffer Mike Howell lebt mit seiner Freundin Phoebe zusammen in Liman, einer kleinen Stadt, wo er in einem Supermarkt arbeitet. Die Beziehung ist durch Mikes zahlreiche Zwangsstörungen nicht einfach. Immer wieder versucht Mike, die Stadt zu verlassen. Doch bei dem Versuch, mit Phoebe für einen Urlaub nach Hawaii zu fliegen, hindert ihn auf der Flughafentoilette eine Panikattacke daran, die Reise anzutreten. Mike plant seit längerer Zeit, Phoebe einen Heiratsantrag zu machen, und besorgt sich dafür bei seinem Dealer Rose ein illegales Feuerwerk. Als er seinen Antrag planend seine Schicht absolviert, kommt eine Agentin der CIA in den Laden. Es stellt sich heraus, dass Mike in der Vergangenheit im Rahmen eines staatlichen Resozialisierungsprogramms für ehemalige Straftäter namens „Wiseman“ zum Geheimagenten ausgebildet wurde. Er war bester Teilnehmer dieses Programms in Bezug auf Kampftechniken und Überlebensinstinkt. Aufgrund einer psychologisch manipulativen Gehirnwäsche kann sich Mike jedoch an diese Vergangenheit nicht mehr erinnern. Nun entschied die CIA, ihn zu töten, da er mit seinen Fähigkeiten eine potentielle Gefahr für die Allgemeinheit darstelle. Victoria Lasseter, die damalige Leiterin des Experimentalprogramms, reaktiviert ihn mithilfe eines sprachlichen Geheimcodes, um ihn zu retten. Daraufhin tötet Mike jeden, der ihn attackiert.
Überfordert von dem plötzlichen Wissen und den zurückgewonnenen Fähigkeiten im Nahkampf und als Schütze, flüchten Mike und Phoebe zu Rose. Dort erfahren sie, dass die Presse behauptet, Mike und Lasseter hätten eine gefährliche Affengrippe nach Liman gebracht und würden deswegen gesucht. Der zwielichtige Rose sperrt beide zur Quarantäne in seinen Keller, ein knallbuntes Fitnessstudio mit UV-Licht. In das Haus eindringende Spezialkräfte der CIA töten den Drogendealer Rose und dessen Kumpel, um danach in das Untergeschoss vorzudringen, um Mike zu töten. Dazu setzen die CIA-Beamten ein tödliches Gas ein, doch Mike und Phoebe können entkommen. Anschließend gesteht ihm seine Lebensgefährtin den wahren Hintergrund ihrer seit fünf Jahren währenden Beziehung: Phoebe arbeitete ursprünglich für die CIA. Sie wurde auf Mike als verdeckte Führungsoffizierin angesetzt, um ihn im Auge zu behalten. Weil sie sich unverhofft in Mike verliebte, gab Phoebe ihre Tätigkeit als Geheimagentin auf und meldete sich nicht mehr bei ihren Vorgesetzten, wodurch sie gegen Dienstvorschriften verstieß. Nach diesem Geständnis zweifelt Mike an seinen Gefühlen und seiner Identität.
Ein weiterer Agent, Adrian Yates, bezieht derweil Quartier in Liman, um Howell auszuschalten. Lasseter und Howell kämpfen zeitweise gemeinsam gegen die Angreifer. Immer mehr Spezialfähigkeiten von Howell treten zu Tage; so tötet er einige Angreifer mit einer Bratpfanne.
Zum Showdown kommt Mike in den Supermarkt, wo einer von Yates’ Spezialeinheit aus Psychopathen auf ihn wartet. Letztendlich schafft er es, Phoebe zu retten und die Angreifer auszuschalten. Auf dem Parkplatz macht er Phoebe dann seinen Antrag, bevor beide mit Elektroschockern ruhig gestellt werden.
Sechs Monate später sieht man den in einem dunklen Anzug fein herausgeputzten Mike, wie er auf seine Freundin Phoebe zugeht, die am Empfang eines schicken Hotels in Manila auf den Philippinen auf ihn wartet. Als er allein in den Aufzug steigt, wird er von asiatischen Gangstern entführt. Es wird klar, dass Howell nun wieder für die CIA arbeitet. Die Gangster wundern sich allerdings darüber, dass die CIA nur einen einzigen Agenten geschickt hat – bis Mike anfängt, die Ganoven einen nach dem anderen zu neutralisieren.

## Hintergrund
Am 1. März 2014 wurde erstmals bekannt, dass Jesse Eisenberg und Kristen Stewart für die Hauptrollen des Films gecastet wurden. Die anderen Hauptdarsteller folgten im Frühjahr 2014. Die Rolle der Victoria Lasseter sollte ursprünglich mit Sharon Stone besetzt werden, welche auch dafür gecastet wurde; später wurde sie jedoch durch Connie Britton ersetzt.
Die Dreharbeiten zum Film, welcher nach Project X (2012) das zweite Projekt von Nourizadeh darstellt, begannen am 14. April 2014 in New Orleans und wurden Mitte Juni desselben Jahres beendet.
Mit einem Budget von 28 Mio. USD wurde American Ultra von den Produktionsfirmen Circle of Confusion, Palmstar Media und The Bridge Finance Company produziert und von Lionsgate (USA), bzw. Concorde Filmverleih (Deutschland) vertrieben.

## Kritik
American Ultra erhielt gemischte Kritiken. So hält er bei Rotten Tomatoes eine Durchschnittswertung von 45 %, basierend auf 137 Kritiken. Bei Metacritic liegt die Durchschnittswertung bei 50 %, basierend auf 31 Kritiken.
Peter Travers bewertete den Film in der Zeitschrift Rolling Stone mit zwei von vier Sternen: „Der verdrehte Charme des Films schwindet sehr früh und wird schon bald durch ein Blutbad ersetzt. Eisenberg und Stewart bleiben bis zum Ende ansprechend; der Film an sich nicht.“

„American Ultra kann zwar Genreprimus Ananas Express nicht den Joint reichen, überzeugt aber trotz einer gewissen Uneinheitlichkeit als abgefahrener und ultrabrutaler Kinotrip.“

„Warum wir American Ultra nicht als mittelmäßig einstufen? Weil der Film unterhält und nicht immer ins selbe Horn gestoßen werden muss. Es gab mindestens einen guten Moment, an dem vorher hätte Schluss sein können, um ein wirklich cooles Ende zu bieten. So bleibt ein recht brutaler, ironischer Actionfilm fürs junge Publikum, der sich ein bisschen mehr hätte trauen können. Aber der Abspann, der macht Laune.“